# ジョナサン・アダムズ (1967年生の俳優)
ジョナサン・アダムズ（Jonathan Adams、1967年7月16日 - ）は、アメリカ合衆国の俳優。

## 出演作品
- ＮＩＫＩＴＡ／ニキータ シーズン3
- リベンジ シーズン2
- 続ハリーズ・ロー　裏通り法律事務所
- メンフィス・ビート　～南部警察 人情派～ シーズン2
- バーン・ノーティス　元スパイの逆襲 シーズン5
- ザ・グレイズ　～フロリダ殺人事件簿 シーズン2
- パワー・オブ・フォー　普通じゃない家族
- キャッスル　～ミステリー作家は事件がお好き シーズン3
- マイアミ・メディカル
- デスパレートな妻たち6
- ＮＣＩＳ：ＬＡ　～極秘潜入捜査班 シーズン1
- ２４　TWENTY FOUR シーズン VII
- NUMBERS 天才数学者の事件ファイル シーズン5
- ボストン・リーガル シーズン5
- ミディアム４　霊能者アリソン・デュボア
- ＮＣＩＳ　～ネイビー犯罪捜査班 シーズン5
- クローザー 第3シーズン
- ザ・ユニット２　米軍極秘部隊
- BONES -骨は語る- シーズン1（ダニエル・グッドマン）
- 女検死医ジョーダン シーズン3
- 宇宙探査艦オーヴィル The Orville (シーズン1)
- マイ・エレメント Elemental-声の出演